# کوره ویلوک
کوره ویلوک (نروژی: Kåre Willoch؛ زادهٔ ۳ اکتبر ۱۹۲۸ – درگذشتهٔ ۶ دسامبر ۲۰۲۱) یک سیاست‌مدار اهل نروژ بود. وی از اکتبر ۱۹۸۱ تا مه ۱۹۸۶ نخست‌وزیر این کشور بود.